# バイエル符号
バイエル符号（バイエルふごう、Bayer designation。バイエル記号、バイヤー記号、バイエル名などとも）は、ドイツの法律家ヨハン・バイエルが1603年に星図『ウラノメトリア』で発表した恒星の命名法である。その後、他の天文学者によって追加や修正されたものも同様に「バイエル符号」と呼ばれる。

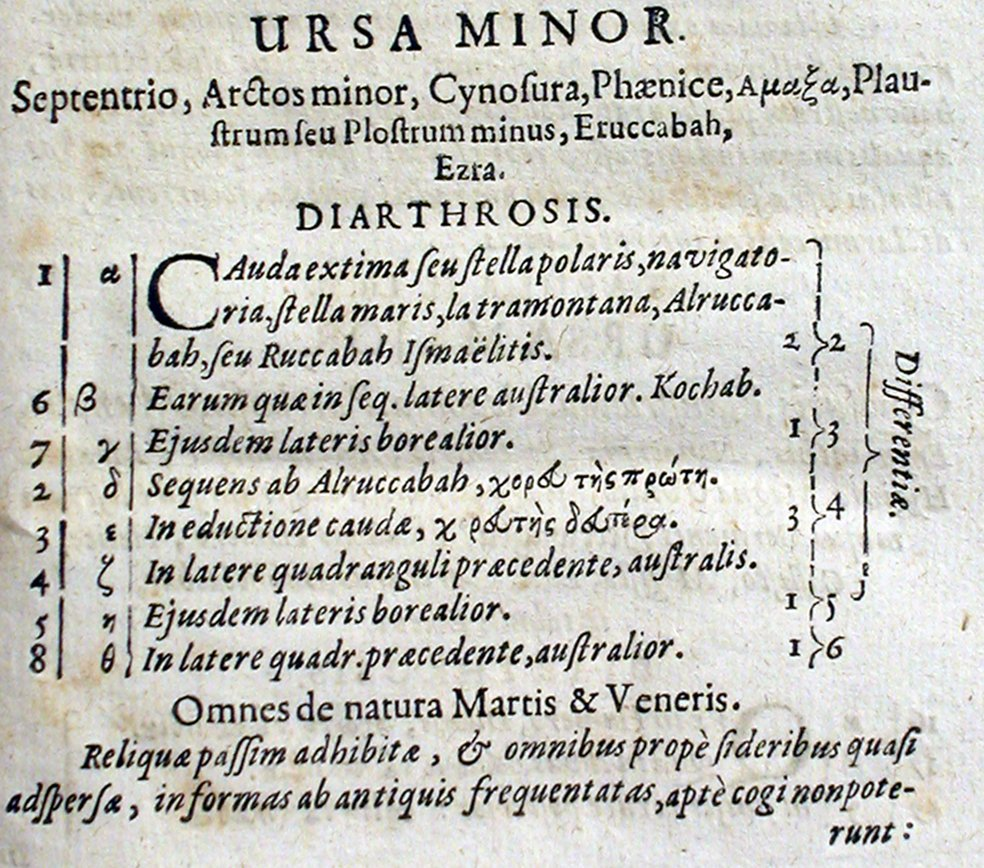
Explicatio... Uranometrias（『ウラノメトリア注解』：1697年ウルム版：オクラホマ州立大学付属図書館 蔵）より小熊座。第2欄に見えるギリシア文字がバイエル符号。

バイエルは、星座ごとに等級順にギリシャ文字小文字などでα, β, γ, …… と名づけた。これに星座名の属格をつけ、α Centauriのように表す。表し方には次のようなバリエーションがある。
| 欧文                                                        | 日本語                                                                                  |
| ----------------------------------------------------------- | --------------------------------------------------------------------------------------- |
| - α Centauri - alpha Centauri - α Cen - alpha Cen - alp Cen | - ケンタウルス座α - ケンタウルス座α星 - ケンタウルス座アルファ星 - アルファ・ケンタウリ |

## 使用する符号
バイエル符号にはギリシャ文字以外も使われ、順序は次のとおり。ただし現在では、A以降のラテン文字のバイエル符号はあまり使わない。
1. α, β, γ, ……, ω
2. A
3. b, c, ……, z
4. B, C, ……, Q

バイエルが小文字のaを使わなかった理由ははっきりしないが、α星との混同を防ぐためと考えられている。バイエルが使ったのはzまでで、B以降の大文字は他の天文学者によるものである。他の天文学者が小文字のaやR以降の大文字を使ったこともあったが、R以降の大文字は変光星の符号として使用され、バイエル符号としては現在は使われない。
なお、ラテン文字大文字のバイエル符号はいて座Aなど電波源の符号と紛らわしいが、正確には、バイエル符号は「A 星座名属格」、電波源は「星座名主格 A」で異なる。

## 符号の順序
バイエルの時代は目視観測だったため、正確な明るさは測定できず、等級を小数点以下まで表す習慣もなかった。そのため、バイエル符号の「等級順」とは、任意の実数を使う現代的な等級ではなく、1から6までの整数6段階で表される古典的な等級である。
このため、1等星（1.5等級より明るい）は2等星（1.5 - 2.5等級より明るい）よりバイエル符号が若い場合が多いが、1等星の中、2等星の中では明るさ順に並んでいない。同じ等級の中では、位置順のことが多く、星座が人物や動物の場合は頭側から順になっていることが多いが、一貫したルールはない。こと座やいて座は一見ランダムに見え、何の順序か不明である。
- 北斗七星は、当時は全て2等星とされており、大熊の頭側（柄杓のカップ側）の端から順に符号が付いている。ただし、δ星は現在は3.32等級の3等星とされている。
- オリオン座の三つ星は、全て2等星で、オリオンの頭側の端から順に符号が付いている（δ星、ε星、ζ星）。
- ふたご座のカストル（1.59等）とポルックス（1.15等）は、ポルックスのほうがやや明るいが、カストルがα星である。
- りゅう座では、かつて北極星だったα星は3.68等級で4等星、最輝星のγ星は2.23等で2等星である。

### α星は最も明るいか
α星と同じ等級の星がある場合、α星が最も明るいとは限らない。88星座のうち、
- α星が最も明るい星座 - 58星座
- α星が最も明るいとは限らない星座 - 26星座 （α星が変光星のため光度が変化する、なども含む）
- α星自体が存在しない星座 - こじし座、じょうぎ座、とも座、ほ座 の4星座

## 星座の変更
『ウラノメトリア』以降にもいくつかの星座が作られ、それらにも新たにバイエル符号が付けられた。
18世紀のフランスの天文学者ニコラ・ルイ・ド・ラカーユは、アルゴ座の領域を再設定し、バイエル符号を独自に振り直した。その後、1922年にIAUによってアルゴ座がとも座・ほ座・りゅうこつ座の3つに分割された際も、このバイエル符号が星座名の変更のみでそのまま移行された。たとえば、アルゴ座α星・β星はりゅうこつ座α星・β星、アルゴ座γ星はほ座γ星となった。そのため、これらの3星座のバイエル符号は欠番だらけで、たとえばほ座にはα星とβ星がなく、とも座にはα星からε星までが全てない。
バイエルの時代、星座の境目ははっきりと決まっておらず、境界付近の星には双方の星座に重複してバイエル符号が付けられていたものもあった（必ずしもバイエルが付けたものではない）。1922年にIAUが88星座を定めたのを受けて、1928年にウジェーヌ・デルポルトが星座の境界線を厳格に定めたときに、そうした星もどちらか1つの星座に属することとなった。このとき、重複したバイエル符号の片方が廃止された。以下の表では、ペガスス座δ星やぎょしゃ座γ星が該当する。
| 固有名         | 現在使われる符号     | 廃止された符号      |
| -------------- | -------------------- | ------------------- |
| アルフェラッツ | アンドロメダ座α星    | ペガスス座δ星       |
| ネンブス       | アンドロメダ座51番星 | ペルセウス座υ星     |
| エルナト       | おうし座β星          | ぎょしゃ座γ星       |
| フーユェー     | さそり座G星          | ぼうえんきょう座γ星 |
|                | さそり座H星          | じょうぎ座β星       |
|                | さそり座N星          | じょうぎ座α星       |
| ブラキウム     | てんびん座σ星        | さそり座γ星         |

## 恒星以外のバイエル符号
現在ではバイエル符号は恒星の符号と考えられているが、当時は、恒星・星団・星雲などの違いがはっきり認識されていなかった。「ぼやけて見える恒星」があることは認識されていたが、個々の恒星に分離できていなかった星団もあった。バイエルも、星団などさまざまな天体にバイエル符号を付けている。以下はその一部である。現在では、その多くは含まれる恒星の1つに再定義されているが、今もその天体の固有名のように使われているものもある。
| バイエル符号    | 元の天体      | 種類     | 現在の天体      | 関係                               |
| --------------- | ------------- | -------- | --------------- | ---------------------------------- |
| かに座ε         | プレセペ星団  | 散開星団 | かに座ε星       | 星団の最輝星                       |
| ケンタウルス座ω | ω星団         | 球状星団 | 同              |                                    |
| ペルセウス座χ   | χ星団         | 散開星団 | ペルセウス座χ星 |                                    |
| ペルセウス座h   | h星団         | 散開星団 | なし            |                                    |
| りゅうこつ座η   | ηカリーナ星雲 | 散光星雲 | りゅうこつ座η星 | 星雲内の星団トランプラー16の最輝星 |

「現在の天体」はSIMBADによる。ペルセウス座h星は存在しない。ケンタウルス座ωはやはり星団に同定されている。
また、厳密にはバイエル符号が付いているわけではないが、IC 2602（りゅうこつ座θ星星団）、Mel 20（ペルセウス座α星星団）、コリンダー69（オリオン座λ星星団）など、いくつかの星団はその最輝星のバイエル符号で呼ばれる。

## 上付き数字
バイエルの目視観測では多重星を分離するのは不可能で、合わせて1つのバイエル符号が付いているので、それらを区別するには上付き数字を添える。
たとえば、見かけの二重星さそり座ζ星をζ1・ζ2 Scorpii（さそり座ζ1星・ζ2星）のように区別する。
また、多重星と言えないほど離れた複数の星に1つのバイエル符号が付いていることがあり、そのような場合も上付き数字で区別する。たとえば、π1 - π6 Orionis（オリオン座π1 - π6星）などである。

## 他の符号との関係

### アルゲランダー記法
バイエル符号に似ているがアルファベットにR以降が使われているのは、バイエル符号ではなく、フリードリヒ・ヴィルヘルム・アルゲランダーが考案したアルゲランダー記法で、変光星に付けられている。
バイエル符号で使われないR以降が使われている。また、バイエル符号でギリシャ文字が付いている恒星にはアルゲランダー記法は付いていない。

### フラムスティード番号
アルファベットの代わりに数字が使われているのは、ジョン・フラムスティードが考案したフラムスティード番号である。
フラムスティード番号のある恒星はバイエル符号のある恒星よりずっと多く、バイエル符号のある恒星のほとんどにフラムスティード番号もあるが、バイエル符号のみの恒星も少なくない。その理由として、
- バイエル符号もフラムスティード番号も、一定等級より明るい星全てに付けられているわけではない。特に、かなり暗い星にバイエル符号があるケースが多い。
- バイエル符号が全天を扱っているのに対し、フラムスティード番号はイギリスから見える星のみを扱っている。そのため、天の南極付近の星座にはフラムスティード番号がまったくない。

がある。
バイエル符号とフラムスティード番号が重複している場合、バイエル符号が通常のギリシャ文字のときは、バイエル符号を使う。ただし、バイエル符号がラテン文字の場合は、フラムスティード番号を使うことが多い。そのため、ラテン文字のバイエル符号が使われるのはフラムスティード番号がない恒星にほぼ限られる。バイエル符号に上付き数字が必要なときも、フラムスティード番号を使うことがある。

## 星座ごとの一覧
以下は、バイエル符号の中でもギリシャ文字のみを対象としている。
輝星星表第5版を基本とするが、以下は別の出典（記載なきものはsimbad）より。
- おひつじ座：ρ1
- ぎょしゃ座：ψ10
- かに座：σ4[12]
- はくちょう座：ο1、ο2
- エリダヌス座υ3
- みずへび座：η1
- ペルセウス座：χ
- へび座：τ4
- こぐま座：π2

離角が1分以下の場合は1つとして扱い、10分以上の場合は個別に扱っている。なお、1分～10分の場合は注釈に記載し、内訳を記載している場合もある。